# Ulatowo-Zalesie
Ulatowo-Zalesie – wieś w Polsce położona w województwie mazowieckim, w powiecie przasnyskim, w gminie Krzynowłoga Mała. Ma status sołectwa.
| SIMC    | Nazwa               | Rodzaj    |
| ------- | ------------------- | --------- |
| 0512823 | Ulatowo-Rumunek     | część wsi |
| 0512846 | Zalesie Świniarskie | część wsi |
| 0512830 | Zalesie-Golanki     | część wsi |

W latach 1975–1998 miejscowość administracyjnie należała do województwa ostrołęckiego.